# Die Touristenfalle
Die Touristenfalle, auch mit dem Zusatz Robin Hood's tollkühne Erben veröffentlicht, englischer Originaltitel Restless Natives, ist eine in Schottland produzierte und von der Handlung auch dort angesiedelte Kriminalkomödie aus dem Jahre 1985.

## Handlung
Will, ein etwas einfältiger Jugendlicher, lebt noch bei seinen Eltern in Edinburgh. Seinen Job als Straßenkehrer hat er aufgegeben, da ihm unachtsame Mitmenschen ständig seine Arbeit erschwert hatten. Sein Vater lässt ihn deutlich spüren, dass er ihn für einen Versager hält. Wills bester Kumpel ist der etwa gleichaltrige Ronnie, der als Verkäufer in einem Geschäft für Faschings- und Scherzartikel arbeitet, damit aber auch unzufrieden ist. Da beide an chronischem Geldmangel leiden, beschließen sie, auf Ronnies Suzuki-Motorrad in die Highlands zu fahren, um dort auf abgelegenen Straßen Autofahrern aufzulauern und diese auszurauben. Ein erster Versuch endet wenig erfolgreich: das angehaltene Ehepaar hält sie für Spendensammler, steckt ihnen eine Geldmünze zu und lässt sie einfach stehen.
Nun ausgestattet mit einer Spielzeugpistole und einem ebensolchen Gewehr und maskiert als Clown und Wolfsmensch wollen sich Will und Ronnie stattdessen in den Highlands Reisebusse mit Touristen an Bord als lohnenderes Ziel vornehmen. Damit sind sie zwar deutlich erfolgreicher, erwecken aber schnell sowohl das Interesse der Medien als auch das der Polizei. Der ältere Inspektor Baird und seine Abteilung werden mit den Ermittlungen beauftragt. Da es sich bei den Überfallenen hauptsächlich um Touristen aus den USA handelt, wird ihnen CIA-Agent Bender als Unterstützung zugeteilt. Dieser wollte eigentlich nur seinen Urlaub in Schottland verbringen, hat aber auch ein persönliches Interesse an dem Fall: als Passagier eines der überfallenen Busse hatte er sich eingemischt und daraufhin eine Ladung aus Ronnies Gewehr, bestehend aus einer Mischung unter anderem von Juck-, Nies- und Currypulver, abbekommen.
Bei einem der Überfälle verliebt sich Will spontan in die Fremdenführerin Margot. Obschon auf der Heimfahrt überredet er Ronnie dazu, umzukehren und dem Bus nachzufahren. Er überreicht Margot durch das geöffnete Seitenfenster einen hastig am Wegesrand gepflückten Blumenstrauß. Will gelingt es, Margot in Edinburgh ausfindig zu machen und offenbart sich ihr, in der Folge werden die beiden ein Paar.
Immer wieder gelingt es Ronnie und Will, der Polizei ein Schnippchen zu schlagen. Als sie in einem kleinen Küstenort von einem Großaufgebot eingekesselt werden, können sie gleichwohl über den Strand entkommen. Die Überfälle von Clown und Wolfsmensch sowie das ständige Scheitern der Polizei entwickeln sich zunehmend zu einem medialen Spektakel, das weltweit Beachtung findet. Selbst aus Japan ist ein Fernsehteam angereist, um zu dokumentieren, wie erfolgreich man mit einem Motorrad aus heimischer Produktion werden kann. Auf Betreiben von Will lassen die beiden einen Teil des erbeuteten Geldes finanziell minderbemittelten Mitbürgern zukommen. All dies und auch der Umstand, dass es sich bei den Bestohlenen um vermeintlich wohlhabende US-Amerikaner handelt führt dazu, dass das Duo in der Öffentlichkeit positiv und als Mischung aus Robin Hood und Rob Roy wahrgenommen wird. Zunehmend erkundigen sich Touristen nach Fahrten, auf denen mit einem Überfall zu rechnen ist, weil sie einen solchen miterleben möchten. Eine Schottische Befreiungsfront sowie ein Kaledonischer Nationalbund betätigen sich als Trittbrettfahrer und bekennen sich zu den Überfällen.
In einer Mischung aus Geltungsdrang und dem Bestreben, am Erfahrungsschatz anderer teilhaben zu können, sucht Ronnie auf eigene Faust den Kontakt zur lokalen Unterwelt. Der Vorsitzende einer Kooperative von Kleinkriminellen, Pyle, kann ihn nicht von einem Beitritt überzeugen. Anders hingegen Ex-Häftling Nigel, der von den genossenschaftlichen Ideen Pyles wenig hält und sich als deutlich gewaltbereiter präsentiert. Er weist Ronnie in der Folge auch in den Gebrauch echter Schusswaffen ein.
Die Erfolglosigkeit von Inspektor Baird, dem illegalen Treiben ein Ende zu setzen sowie der durchaus begründete Verdacht, dass seine Abteilung insgeheim Sympathien für die Täter hegt, führt dazu, dass Bender die Leitung der Ermittlungen übertragen wird. Er erinnert sich des Vorfalls mit dem Blumenstrauß und lässt Margot festsetzen. Unter ihren Utensilien entdeckt er einen Kalender, der nicht nur nahelegt, dass sie zumindest eingeweiht war, sondern auch, wann und wo der nächste Überfall stattfinden soll. Gegenüber Baird behält er dieses Wissen aber für sich.
Mittlerweile ist Wills jüngere Schwester Isla dahintergekommen, dass ihr Bruder an der Sache beteiligt ist. Sie erpresst ihn dazu, ihren Spielgefährtinnen das eine oder andere erbeutete Schmuckstück zukommen zu lassen. Mary, eine der so Beschenkten, erregt ob ihrer Halskette das Interesse eines vorbeikommenden Polizisten und wird daher von Baird verhört. Trotz eines Großangebotes an Süßigkeiten, Puppen und Spielzeug jedweder Art verweigert sie noch die Auskunft über die Herkunft der Kette. Will ist unzufrieden damit, dass Ronnie Nigel ohne Absprache als Kompagnon mitaufgenommen hat, außerdem kriselt es zwischen den beiden Verliebten, da Margot Wills Treiben zunehmend kritisch hinterfragt. All dies lässt zwischen Will und Ronnie die Erkenntnis reifen, dass sich ihre gemeinsame kriminelle Karriere dem Ende zuneigt. Sie beschließen, den für den nächsten Tag geplanten Überfall, von dem sie wissen, dass Margot als Reisebegleiterin eingeteilt wurde, noch durchzuführen und es anschließend sein zu lassen.
Die Fahrt dorthin durch Edinburgh am nächsten Morgen wird zum Triumphzug: Passanten, die den Clown und den Wolfsmensch auf ihrem Motorrad erkennen, bleiben spontan stehen und applaudieren ihnen, die Jugend der Stadt feiert sie als Helden. Erneut gelingt es den beiden, ihre Verfolger von der Polizei abzuhängen, diesmal mit Hilfe einer der auf den ländlichen Straßen Schottlands allgegenwärtigen Schafherden. Der Überfall läuft auch zunächst wie geplant, der Bus stoppt und Will und Ronnie steigen ein. Als Reisebegleiterin in der ersten Reihe erweist sich aber nicht Margot, sondern Bender im Kostüm mit Perücke und Ohrringen, der die beiden Jungs mit der Waffe bedroht. Daraufhin stürmt Nigel, der als mehr schlecht als recht verkleidete ältere Dame bereits an Bord des Busses war, mit gezückter Pistole nach vorne und versucht, die ebenfalls anwesende Margot als Geisel zu nehmen. Ronnie setzt ihn mit einer Ladung aus seinem Gewehr außer Gefecht, alle vier werden daraufhin festgenommen.
Überraschenderweise taucht nun auch Inspektor Baird am Tatort auf, übernimmt das Fahrzeug, in dem Will, Ronnie und Margot mitsamt dem Motorrad auf ihren Abtransport warten, und fährt mit ihm davon. Er hält am oberen Rand einer Steilküste an und erzählt den Dreien von der neuesten Entwicklung: seit dem Auftreten von Clown und Wolfsmensch sei die Zahl der Touristen in Schottland um 15 % gestiegen, die beiden seien mittlerweile bekannter als „das Monster von Loch Ness“. Der schottische Regierungschef habe ihn daher beauftragt, das Problem möglichst unauffällig zu lösen. Einfach so gehen lassen könne er das Trio aber nicht. In der Folge werden der Öffentlichkeit das zerschmetterte Motorrad und auch eine der Masken am Meeresufer am Fuße der Klippen präsentiert, verbunden mit der Erklärung, die Täter hätten sich auf der Flucht zu Tode gestürzt.
Ronnie, Will und Margot hingegen haben sich nach New Mexico abgesetzt und lassen es sich dort gut ergehen. Sie wollen nach Schottland zurückkehren, sobald Gras über die Sache gewachsen ist. Eine Bemerkung von Ronnie lässt erkennen, dass er einem möglichen Wiederaufleben der Legende vom Clown und dem Wolfsmenschen nicht abgeneigt sei. Die finale Einstellung zeigt die Drei an der Stelle, von der sie sich angeblich zu Tode gestürzt hatten.

## Produktion
Gedreht wurde der Film in Edinburgh, Glasgow sowie verschiedenen Orten in den Highlands, darunter in Fort William, an Loch Tulla und Rannoch Moor sowie an der Passhöhe Rest and Be Thankful. Der Ort, an dem die beiden eingekesselt waren und dann doch entkamen, ist Lochgoilhead, der letzte Überfall mit anschließender Verhaftung entstand am Loch Achtriochtan im Glen Coe. Den Soundtrack steuerte Big Country bei.

## Kritiken
Das Lexikon des internationalen Films bezeichnete Die Touristenfalle als „harmlose Komödie mit mangelndem Realitätsbezug, die aber durch die sympathischen Darsteller in den Hauptrollen und einige lustige Einfälle durchaus unterhält“.

## Auszeichnungen
- Sieger der Lloyds Bank National Screenwriting Competition, organisiert von der Oxford Film Foundation 1984